# ویلا د الوارز
ویلا د الوارز (به اسپانیایی: Ciudad de Villa de Álvarez) از شهرهای کشور مکزیک است که در ایالت کولیما قرار دارد و جمعیت آن طبق سرشماری سال ۲۰۱۰ میلادی ۱۱۶۴٬۱۷ نفر بوده است.